# Sjaak Troost
Sjaak Troost (Pernis, 1959. augusztus 28. –) Európa-bajnok holland labdarúgó, hátvéd.

## Pályafutása

### Klubcsapatban
A DOTO Pernis együttesében kezdte a labdarúgást, majd a Feyenoord korosztályos csapatában, folytatta, ahol 1978-ban mutatkozott be az első csapatban. Egész pályafutását a rotterdami klubnál töltötte. Összesen 14 idényen át szerepelt A Feyenoordban. Egy bajnoki címet és négy holland kupa győzelmet ért el a csapattal. 1992-ben vonult vissza az aktív labdarúgástól.

### A válogatottban
1987 és 1988 között négy alkalommal szerepelt a holland válogatottban. Tagja volt az 1988-as Európa-bajnok csapatnak.

## Sikerei, díjai
Hollandia
- Európa-bajnokság
  - aranyérmes: 1988, NSZK

 Feyenoord
- Holland bajnokság
  - bajnok: 1983–84
- Holland kupa (KNVB beker)
  - győztes: 1980, 1984, 1991, 1992
- Holland szuperkupa
  - győztes: 1991

## Statisztika

### Mérkőzései a holland válogatottban
| Hollandia | Hollandia           | Hollandia                     | Hollandia   | Hollandia | Hollandia | Hollandia    | Hollandia | Hollandia |
| #         | Dátum               | Helyszín                      | Hazai       | Eredmény  | Vendég    | Kiírás       | Gólok     | Esemény   |
| --------- | ------------------- | ----------------------------- | ----------- | --------- | --------- | ------------ | --------- | --------- |
| 1.        | 1987. szeptember 9. | Rotterdam, Feijenoord Stadion | Hollandia   | 0 – 0     | Belgium   | barátságos   | -         |           |
| 2.        | 1987. december 16.  | Rodosz, Diagórasz Stadion     | Görögország | 0 – 3     | Hollandia | Eb-selejtező | -         | 65'       |
| 3.        | 1988. március 23.   | London, Wembley Stadion       | Anglia      | 2 – 2     | Hollandia | barátságos   | -         |           |
| 4.        | 1988. május 24.     | Rotterdam, Feijenoord Stadion | Hollandia   | 1 – 2     | Bulgária  | barátságos   | -         | 77'       |
|           | Összesen            |                               |             | 4         | mérkőzés  |              | 0         | gól       |